# Liste des comtés de Suède par point culminant
Cette liste présente les points culminants des comtés de Suède.

## Statistiques
Administrativement, la Suède est subdivisée en 19 comtés. La liste suivante recense le point culminant de chacune d'entre elles.
La plupart des points culminants font partie des Alpes scandinaves (comme le point culminant du pays, le Kebnekaise, 2 097 m) ou des Highlands méridionaux de Suède (en).

## Liste
| #  | Sommet               | Comté           | Altitude (m) | Coordonnées                       | Image |
| -- | -------------------- | --------------- | ------------ | --------------------------------- | ----- |
| 1  | Kebnekaise           | Norrbotten      | 2 097        | 67° 54′ 16″ nord, 18° 31′ 37″ est |       |
| 2  | Helagsfjället        | Jämtland        | 1 796        | 62° 54′ 16″ nord, 12° 27′ 09″ est |       |
| 3  | Norra Sytertoppen    | Västerbotten    | 1 768        | 65° 53′ 32″ nord, 15° 16′ 10″ est |       |
| 4  | Storvätteshågna (sv) | Dalécarlie      | 1 204        | 62° 07′ 15″ nord, 12° 27′ 06″ est |       |
| 5  | Stora Korpimäki (sv) | Gävleborg       | 711          | 61° 38′ 15″ nord, 14° 37′ 33″ est |       |
| 6  | Granberget (sv)      | Värmland        | 701          | 60° 53′ 51″ nord, 12° 44′ 31″ est |       |
| 7  | Solbergsliden        | Västernorrland  | 594          | 63° 48′ 23″ nord, 17° 38′ 11″ est |       |
| 8  | Eskilsberget         | Örebro          | 446          | 60° 01′ 33″ nord, 14° 26′ 14″ est |       |
| 9  | Tomtabacken          | Jönköping       | 377          | 57° 30′ 01″ nord, 14° 28′ 15″ est |       |
| 10 | Galtåsen (sv)        | Västra Götaland | 362          | 57° 47′ 03″ nord, 13° 33′ 01″ est |       |
| 11 | Timmeråsarna (ceb)   | Västmanland     | 331          | 59° 52′ 59″ nord, 15° 27′ 36″ est |       |
| 12 | Stenabohöjden (sv)   | Östergötland    | 328          | 57° 46′ 06″ nord, 15° 14′ 31″ est |       |
| 13 | Stora Äskås          | Kronoberg       | 315          | 57° 09′ 59″ nord, 15° 03′ 40″ est |       |
| 14 | Grönsved             | Kalmar          | 292          | 57° 44′ 05″ nord, 15° 30′ 46″ est |       |
| 15 | Ölmesberg (sv)       | Halland         | 238          | 57° 01′ 57″ nord, 13° 35′ 07″ est |       |
| 16 | Söderåsen            | Scanie          | 212          | 56° 03′ 55″ nord, 13° 08′ 20″ est |       |
| 17 | Rävabacken (sv)      | Blekinge        | 190          | 56° 26′ 29″ nord, 14° 31′ 35″ est |       |
| 18 | Skogsbyås (sv)       | Södermanland    | 124          | 58° 47′ 30″ nord, 16° 19′ 31″ est |       |
| 19 | Tallmossen (sv)      | Uppsala         | 118          | 59° 58′ 16″ nord, 17° 05′ 18″ est |       |
| 20 | Tornberget (sv)      | Stockholm       | 111          | 59° 08′ 03″ nord, 18° 00′ 58″ est |       |
| 21 | Lojsta hed (sv)      | Gotland         | 82           | 57° 19′ 56″ nord, 18° 20′ 13″ est |       |